# Lithosphäre

Innerer Aufbau der Erde
----
Schichten nach chemischer Zusammensetzung:
1 Erdkruste (1a ozeanische Kruste, 1b kontinentale Kruste), 2 Erdmantel, 3 Erdkern
(3a äußerer Erdkern, 3b innerer Erdkern)
----
Schichten nach mechanischen Eigenschaften:
4 Lithosphäre, 5 Asthenosphäre
6 äußerer Erdkern, 7 innerer Erdkern

Die Lithosphäre [litoˈsfɛːrə] (steinerne Hülle, von griechisch λίθος líthos ‚Stein‘ und σφαίρα sphaíra ‚Kugel‘) ist die äußerste Schicht im rheologischen Modell vom Aufbau des Erdkörpers. Sie umfasst die Erdkruste und den äußersten Teil des Erdmantels, den lithosphärischen Mantel. Sie ist aus einzelnen Platten zusammengesetzt, die als Lithosphärenplatten, tektonische Platten oder Kontinentalplatten bezeichnet werden.
Die Lithosphäre zeichnet sich dadurch aus, dass sie sich gegenüber den meisten Deformationen elastisch verhält. Bei starken Deformationen kommt es zu bruchhaften Verformungen, sodass man auch von einem rigiden Verhalten der Lithosphäre spricht. Das steht im Gegensatz zu der sich direkt unterhalb anschließenden Asthenosphäre, die zwar ebenfalls fest ist, sich aber in geologischen Zeiträumen plastisch (duktil) verhält.

## Aufbau und Gliederung

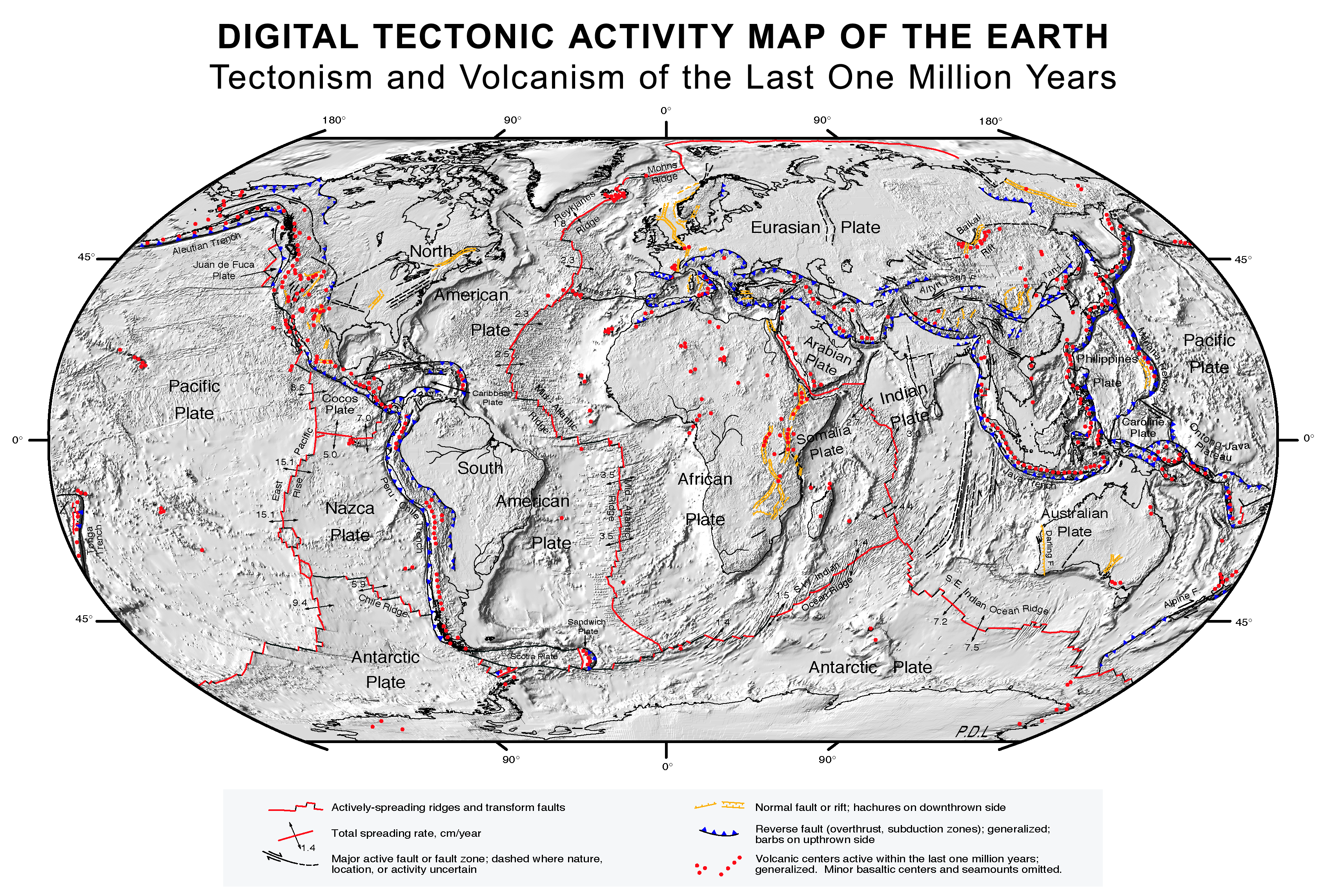
Karte der Lithosphärenplatten

Die Lithosphäre besteht aus oberer und unterer Erdkruste sowie dem relativ starren Teil des oberen Erdmantels, dem lithosphärischen Mantel. Die Grenzen zwischen diesen Schichten sind seismologisch nachweisbar und werden als Diskontinuitäten bezeichnet.
So bildet die Mohorovičić-Diskontinuität (kurz: Moho) die Grenze zwischen der Kruste und dem darunter liegenden lithosphärischen Erdmantel, an der sich eine abrupte Zunahme der Wellengeschwindigkeit aufgrund der höheren Dichte des Mantelgesteins gegenüber den Krustengesteinen zeigt. Am tiefer liegenden Übergang von der Lithosphäre zur Asthenosphäre nimmt die Wellengeschwindigkeit hingegen sprunghaft ab (Low Velocity Zone), dies ist die Gutenberg-Diskontinuität. Die Conrad-Diskontinuität bildet im kontinentalen Bereich die Grenze zwischen Oberkruste und Unterkruste.
Die Mächtigkeit der gesamten Lithosphäre variiert von wenigen Kilometern am mittelozeanischen Rücken bis  100 km oder 200 km auf den Kontinenten und beträgt im Mittel etwa 100 km. Die Moho befindet sich in kontinentaler Lithosphäre in Tiefen von 30–50 km. Bei stark verdickter Kruste, z. B. unter einem jungen Faltengebirge, liegt sie sogar in Tiefen bis zu 80 km. In ozeanischer Lithosphäre befindet sich die Moho in nur 5–7 km Tiefe. Unterhalb der Spreizungszone eines mittelozeanischen Rückens zeigt die Moho direkt den Übergang zur Asthenosphäre an, da dort der lithosphärische Mantel fehlt.
Die Lithosphäre wird in sieben große Lithosphärenplatten unterteilt, die in verschiedenen Anteilen aus kontinentaler und ozeanischer Lithosphäre bestehen. Dies sind die Nordamerikanische Platte, die Eurasische Platte, die Südamerikanische Platte, die Afrikanische Platte, die Indisch-Australische Platte, die Antarktische Platte und die Pazifische Platte. Hinzu kommen weitere, kleine Platten, wie z. B. die Nazca-Platte oder die Philippinische Platte. Auch lassen sich die genannten Großplatten weiter in verschiedene kleinere Platten unterteilen. All diese Platten liegen der Asthenosphäre auf und befinden sich in ständiger, wenngleich in menschlichen Zeitmaßstäben kaum wahrnehmbarer Bewegung.

## Dynamik

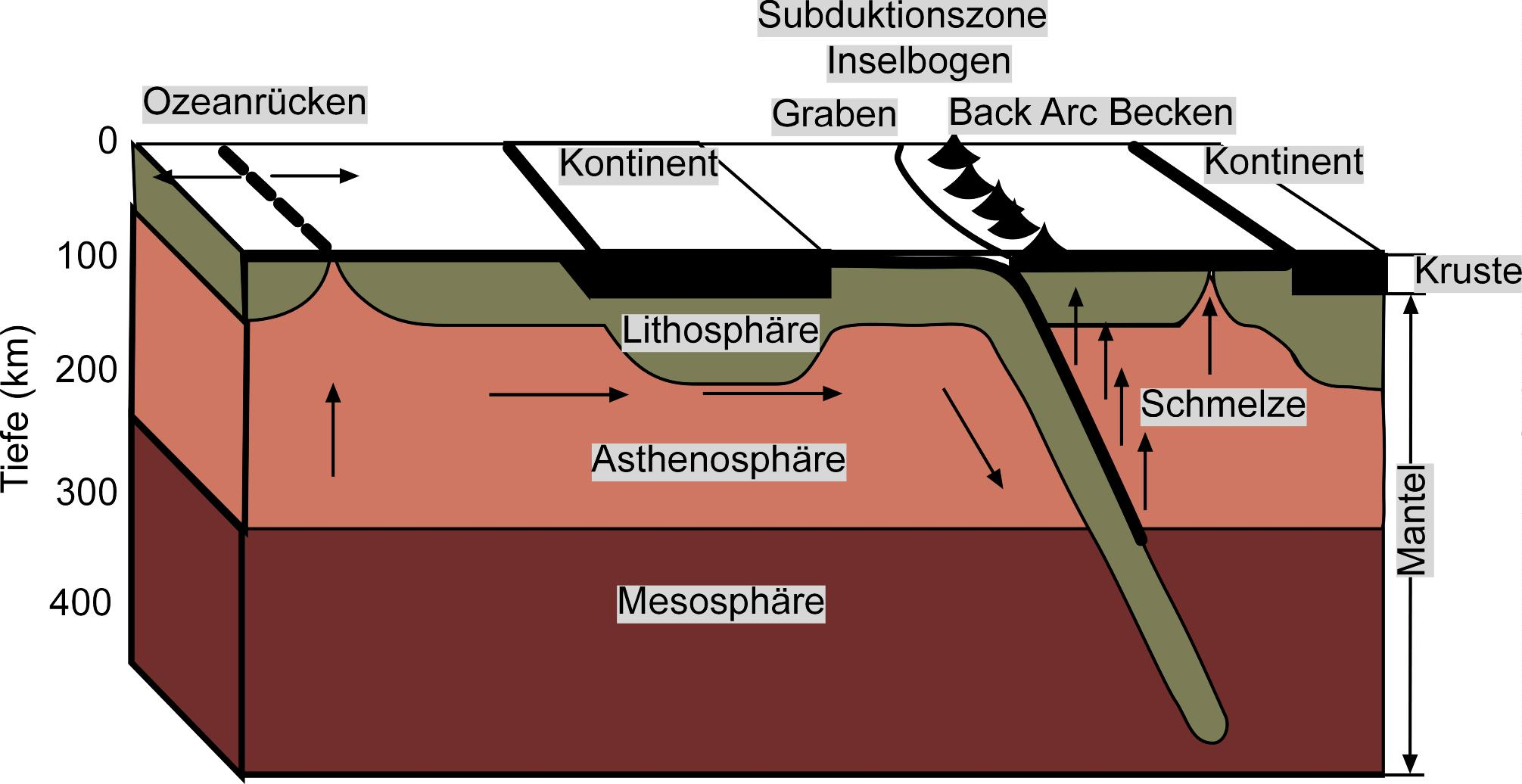
Schematische Darstellung der Dynamik von Lithosphärenplatten: Divergenz an Mittelozeanischen Rücken und Konvergenz an Subduktionszonen sowie eine mögliche Initialform von Plattendivergenz (Backarc-Dehnung).

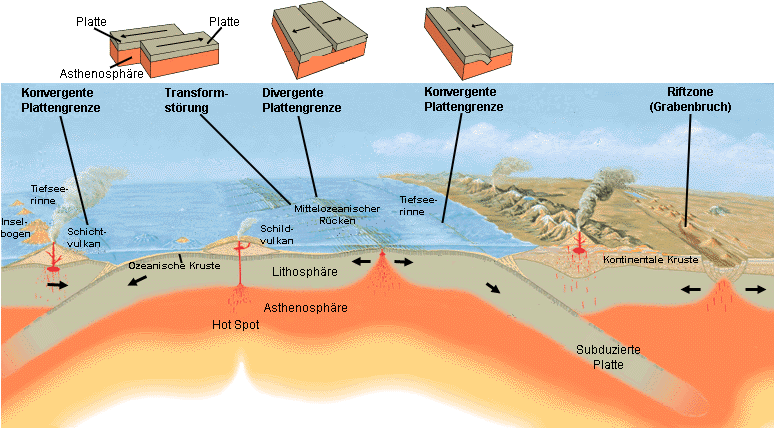
Alternative, weniger schematische Darstellung der Dynamik von Lithosphärenplatten

Die starren Platten „schwimmen“ auf der vergleichsweise duktilen (nachgiebigen) Asthenosphäre. Sie befinden sich in ständiger Bewegung mit Höchstgeschwindigkeiten von mehr als 10 Zentimeter pro Jahr. Als eine Ursache dieser Kontinentaldrift werden thermische Konvektionsströmungen im Erdmantel angenommen.
Die Dynamik der Lithosphärenplatten wird allgemein als Plattentektonik bezeichnet. Hinsichtlich der Plattenbewegungen unterscheidet man drei verschiedene Modi:
- konvergierende (aufeinander zu driftende) Platten
  - mit Hinabgleiten ozeanischer Lithosphäre unter eine andere Lithosphärenplatte (Subduktion), wodurch Tiefseerinnen und vulkanisch aktive Gebirgszüge entstehen (zum Beispiel japanische Inseln und Japangraben, Anden und Peru- bzw. Atacamagraben).
  - oder mit Entstehung von Faltengebirgen durch Kollision zweier Kontinentalblöcke (zum Beispiel Himalaya, Alpen). Hierbei wird häufig bei einer der beiden beteiligten Platten die Kruste vom lithosphärischen Mantel abgetrennt (Delamination).
- divergierende (auseinanderdriftende) Platten: Plattengrenze äußert sich durch mittelozeanischen Rücken (MOR) entlang dessen zentraler Achse ständig neue ozeanische Kruste durch aufsteigendes Magma gebildet wird (Ozeanbodenspreizung). Aus kleineren Spalten strömen am Ozeanboden der MOR große Mengen an heißen mineralischen Lösungen aus, wodurch in diesen Gebieten schwarz oder weiß „rauchende“, turmartige Gebilde entstehen (siehe Lost City).
- Relativbewegungen quer zur Plattengrenze („aneinander vorbei“ driftende Platten)

Als Folge der Plattentektonik finden sich an allen Plattengrenzen stets Erdbeben und oft Vulkanismus. Außerdem unterscheiden sich die kontinentale und die ozeanische Erdkruste in ihrem Alter. Während ozeanische Erdkruste aufgrund der Subduktion in der Regel nur 160 bis 190 Millionen Jahre alt wird, gibt es kontinentale Erdkruste, die 4 Milliarden Jahre alt ist.
Die Lithosphäre unterliegt auch einem Tidenhub, der im Bereich von einigen Dezimetern liegt.